# ダビデ・フォントラン
ダビデ・フォントラン（Davide Fontolan, 1966年2月24日 - ）イタリア・ガルバニャーテ・ミラネーゼ出身の元サッカー選手。1993年から1994年にかけてイタリア代表への召集歴はあるが、試合出場歴は無い。

## 経歴
ウディネーゼ・カルチョ、ACパルマを経てジェノアCFCでレギュラーとしてプレーしていたが、試合中にチームメートのジェンナーロ・ルオートロと諍いの末に平手打ちを見舞い、チームから追放される形で1990-91年度シーズンに105億リラでインテルに移籍した。ここでは1996年までの間にトータル160試合に出場、16得点を挙げ、1993-94年度シーズンにはUEFAカップを制した。
その後、ボローニャFCで4シーズンプレーした後、2001年カリアリ・カルチョでのプレーを最後に引退した。

## タイトル
インテル
- UEFAカップ : 1993-94

ボローニャFC
- UEFAインタートトカップ : 1998